# Jenny Nyström
Jenny Eugenia Nyström (Kalmar, 13 de junio de 1854-Estocolmo, 17 de enero de 1946) fue una pintora e ilustradora sueca conocida principalmente por haber sido la creadora de la imagen tradicional del jultomte, los gnomos del folklore escandinavo que son la versión sueca de Santa Claus, y que aparecen en numerosas tarjetas navideñas y portadas de revistas.

## Trayectoria
Su padre fue un maestro de escuela y profesor de piano, y cantaba en la Iglesia del Castillo de Kalmar. Cuando Nyström tenía ocho años, la familia se mudó a Gotemburgo. Estudió en la escuela femenina Kjellbergska flickskolan. En 1865 pasó a la escuela de arte del Museo de Gotemburgo, Göteborgs Musei-, Ritch Målarskola, hoy conocida como Konsthögskolan Valand. En 1873 fue admitida en la Real Academia Sueca de las Artes de Estocolmo, donde estudió durante ocho años. Durante su formación ganó una medalla real en un concurso sobre el tema Gustav Vasa, presentó la obra Niño antes del rey Hans. Obtuvo una beca para estudiar en la Académie Colarossi y en la Academia Julian entre 1882 y 1886 en París. 

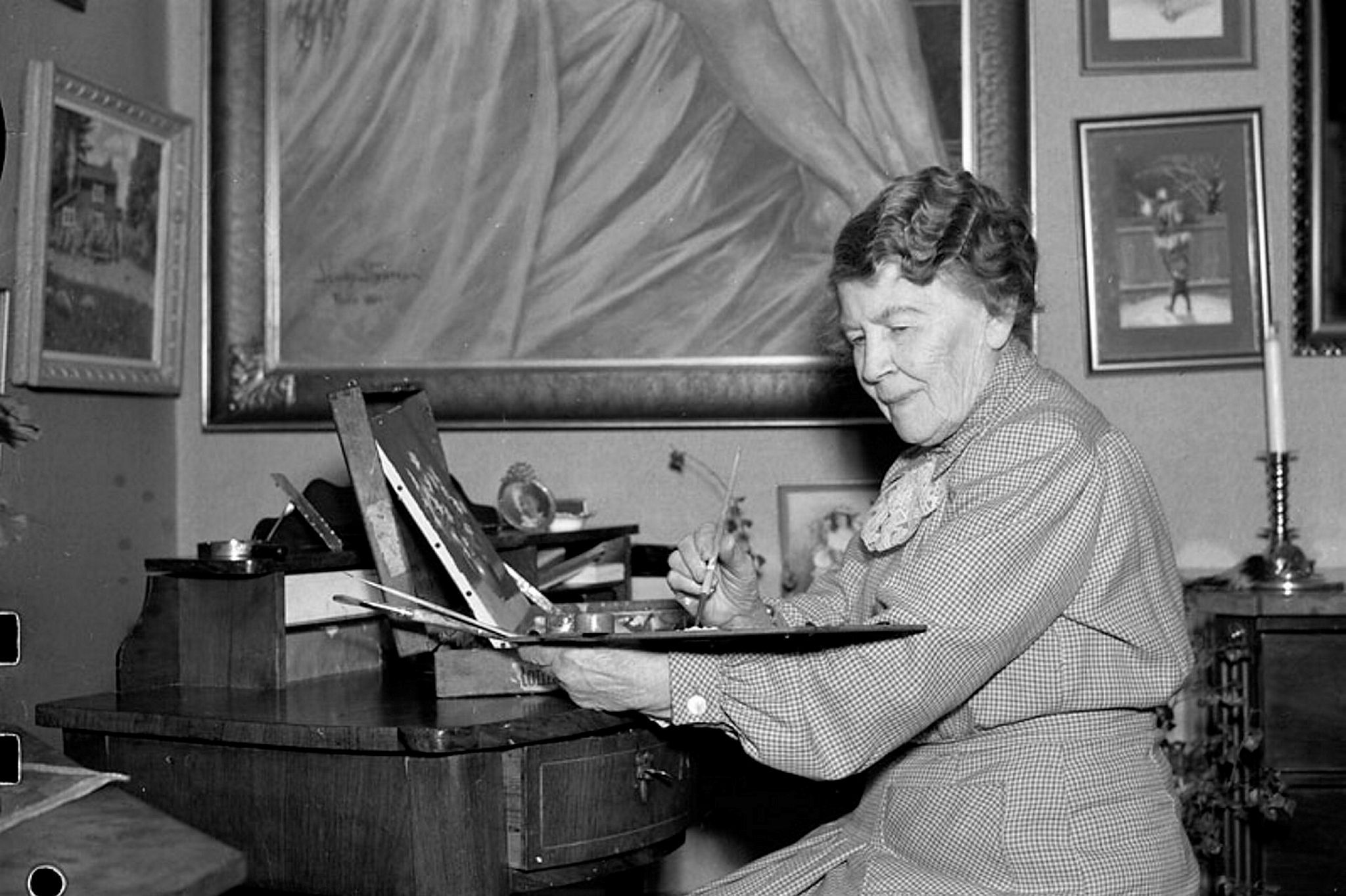
Jenny Nyström

En París descubrió el floreciente mercado de las tarjetas postales, así que trató de convencer a la editorial sueca Bonnier para que comenzara a producirlas, pero se negaron. Nyström realizó ilustraciones que acompañaron el cuento navideño corto Lille Viggs äventyr på julafton (Las pequeñas aventuras de Vigg en Nochebuena) del autor Viktor Rydberg. Cuando éste las vio, sugirió a la editorial Bonnier que publicara el libro. Finalmente, lo publicó en 1871 el editor SA Hedlund, distribuyendolo ampliamente y convirtiéndose desde entonces en un clásico navideño en Suecia. Ilustró también el primer libro infantil sueco Barnkammarens bok. Nyström acabó convirtiéndose en la pintora e ilustradora más productiva de Suecia. Durante muchos años, sus ilustraciones fueron distribuidas por Strålin & Persson AB en Falun.
En 1887, a los 33 años, se casó con el estudiante de medicina Daniel Stoopendaal (1853-1927) con quien tuvo un hijo. Stoopendaal fue hermano de los artistas Henrik Wilhelm Johan Stoopendaal (1846-1906), Ferdinand Jacob Stoopendaal (1850-) y Georg Vilhelm Stoopendaal (1866-1953). Sufría tuberculosis, por lo que Stoopendaal nunca pudo terminar sus estudios ni ejercer su profesión, así que fue Nyström quien mantuvo a la familia gracias a su labor artística, mientras Stoopendaal manejaba los asuntos comerciales. Nyström falleció en 1927. 
En 1933, su hijo, Curt Nyström Stoopendahl (1893-1965), siguió sus pasos y se convirtió en un popular ilustrador de postales y carteles, con un estilo artístico muy cercano al de su madre, incluso en su firma, Curt Nyström. A principios del siglo XIX, su cuñado Georg Stoopendaal, se dio cuenta de que las postales eran una buena fuente de ingresos, a diferencia de sus pinturas más formales, así que produjo tarjetas de Navidad también inspiradas claramente en las de Nyström.
Una exposición permanente de su obra se encuentra exhibida en el Museo del condado de Kalmar.

## Santa Claus y Navidad
Nyström creó la imagen sueca del jultomte que aparece en numerosas tarjetas navideñas y portadas de revistas, vinculando así la versión sueca de Santa Claus con los gnomos del folklore escandinavo.

## Ilustraciones destacadas
- Fornnordiska sagor, Albert Ulrik Bååth, autor (1886) (primeros cuentos nórdicos).
- Den poetiska Eddan, Nils Frederick Sander, autor (1893) (Edda poética).
- Barnkammarens Bok (Estocolmo: Fahlcrantz & Co. 1903) (libro infantil).

## Galería

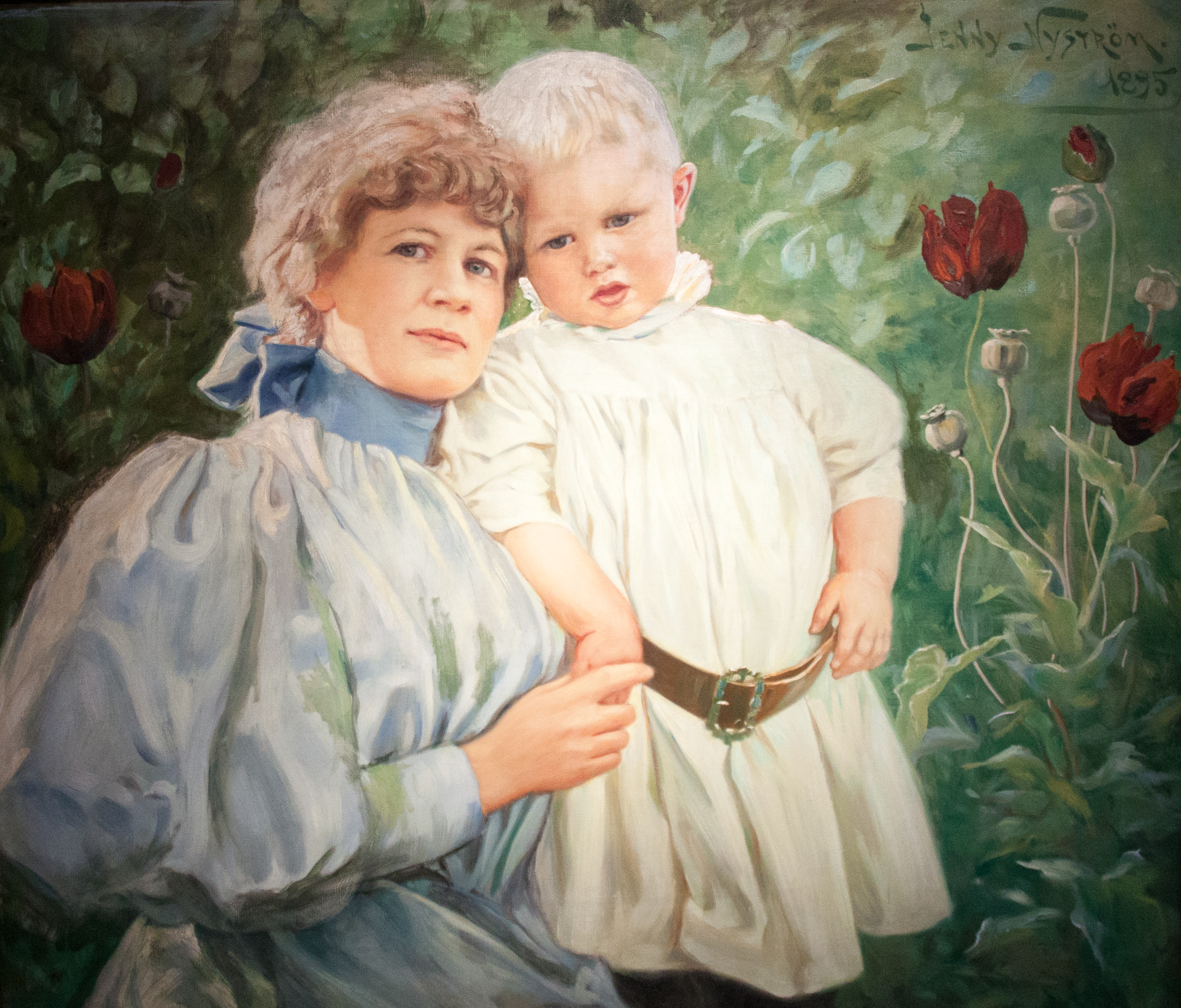
Self-portrait with her son (1895)
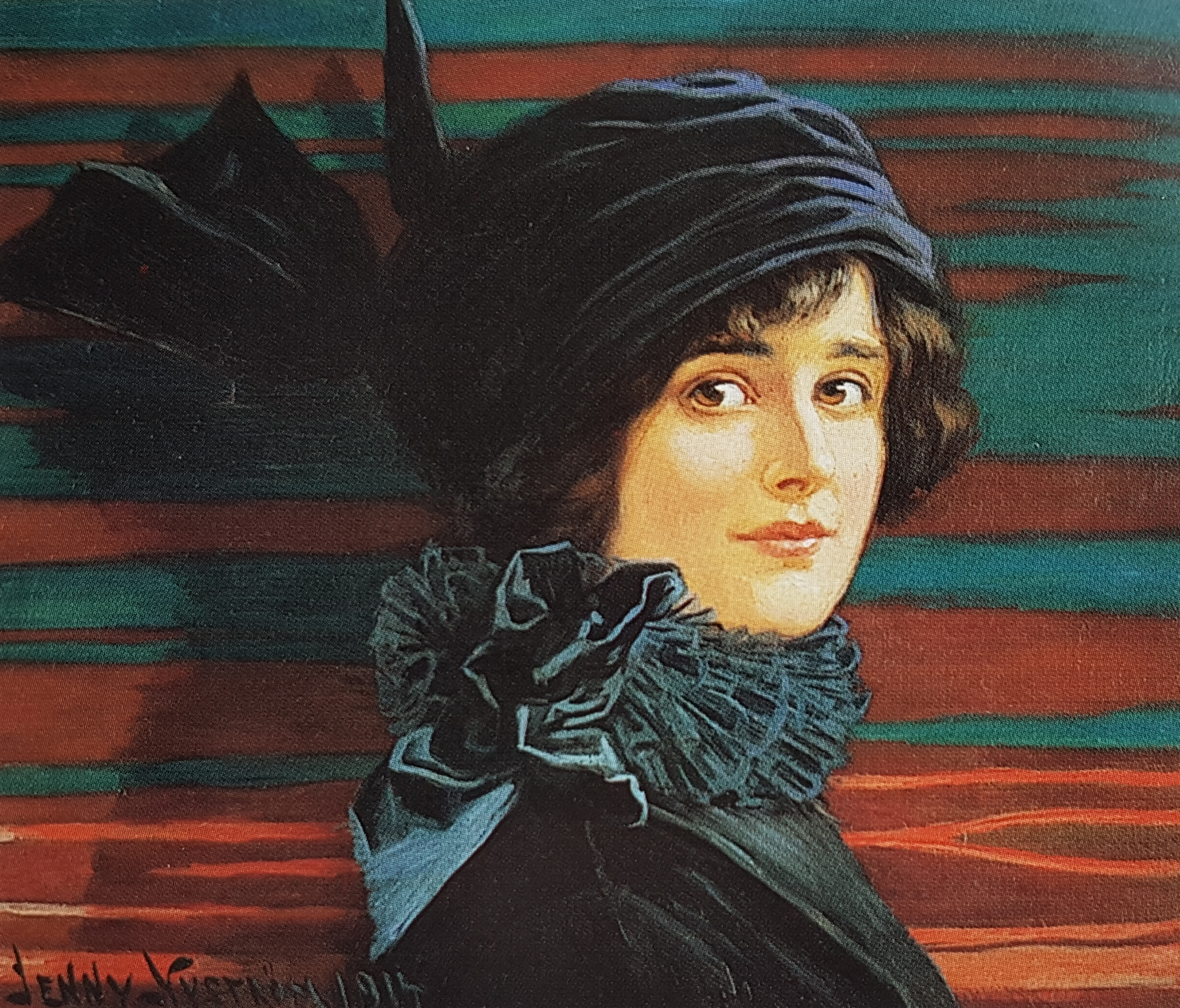
Porträtt av en aktris målat
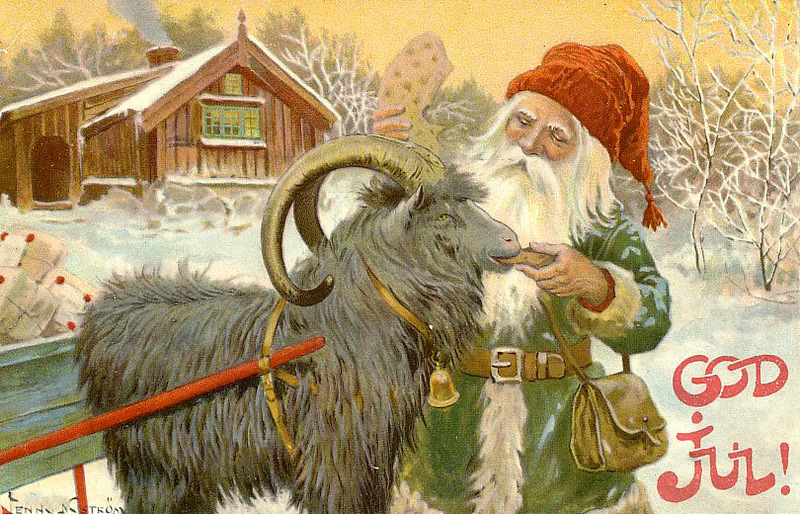
Dios Jul ("Good Yule")
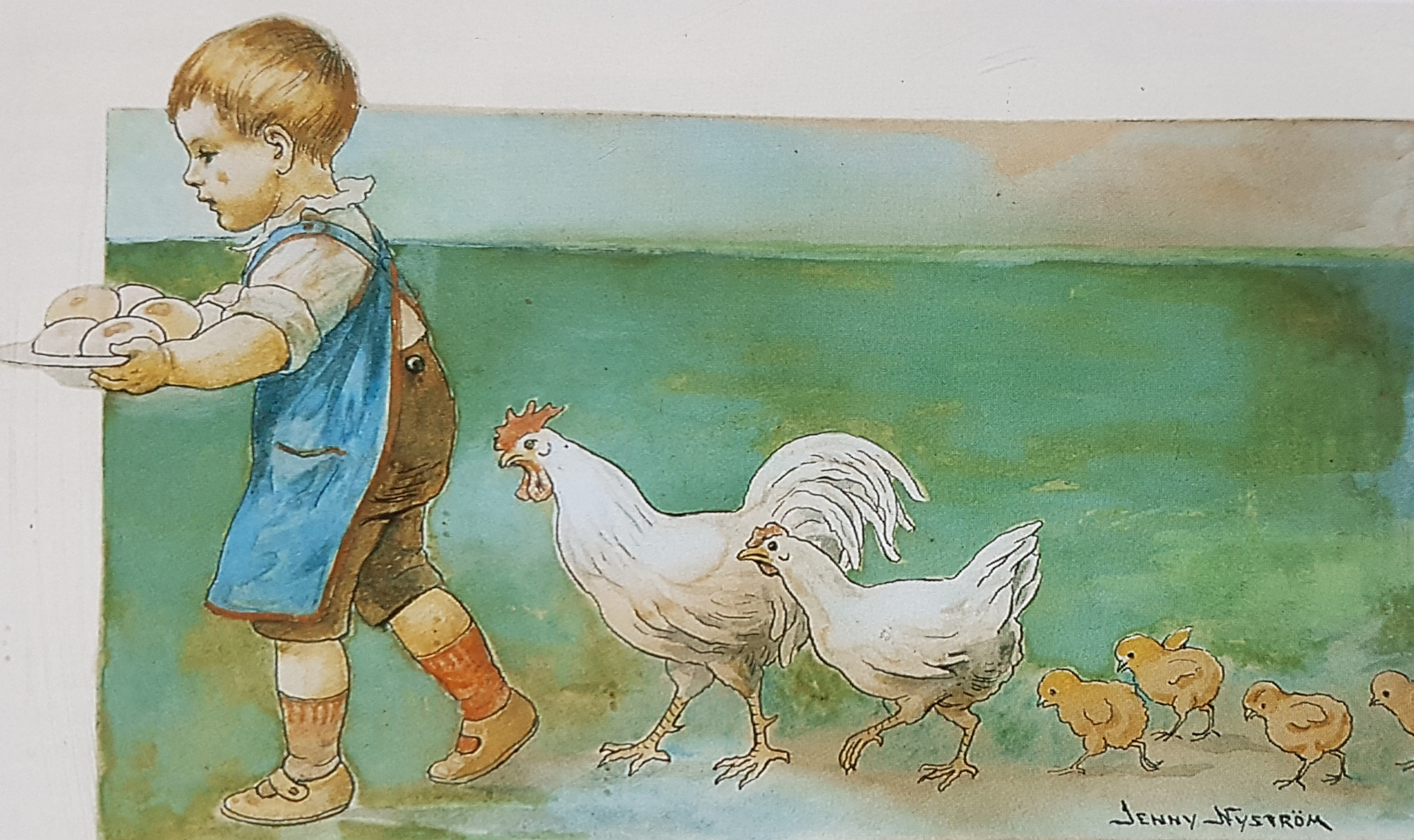
Den lilla Påskgossen
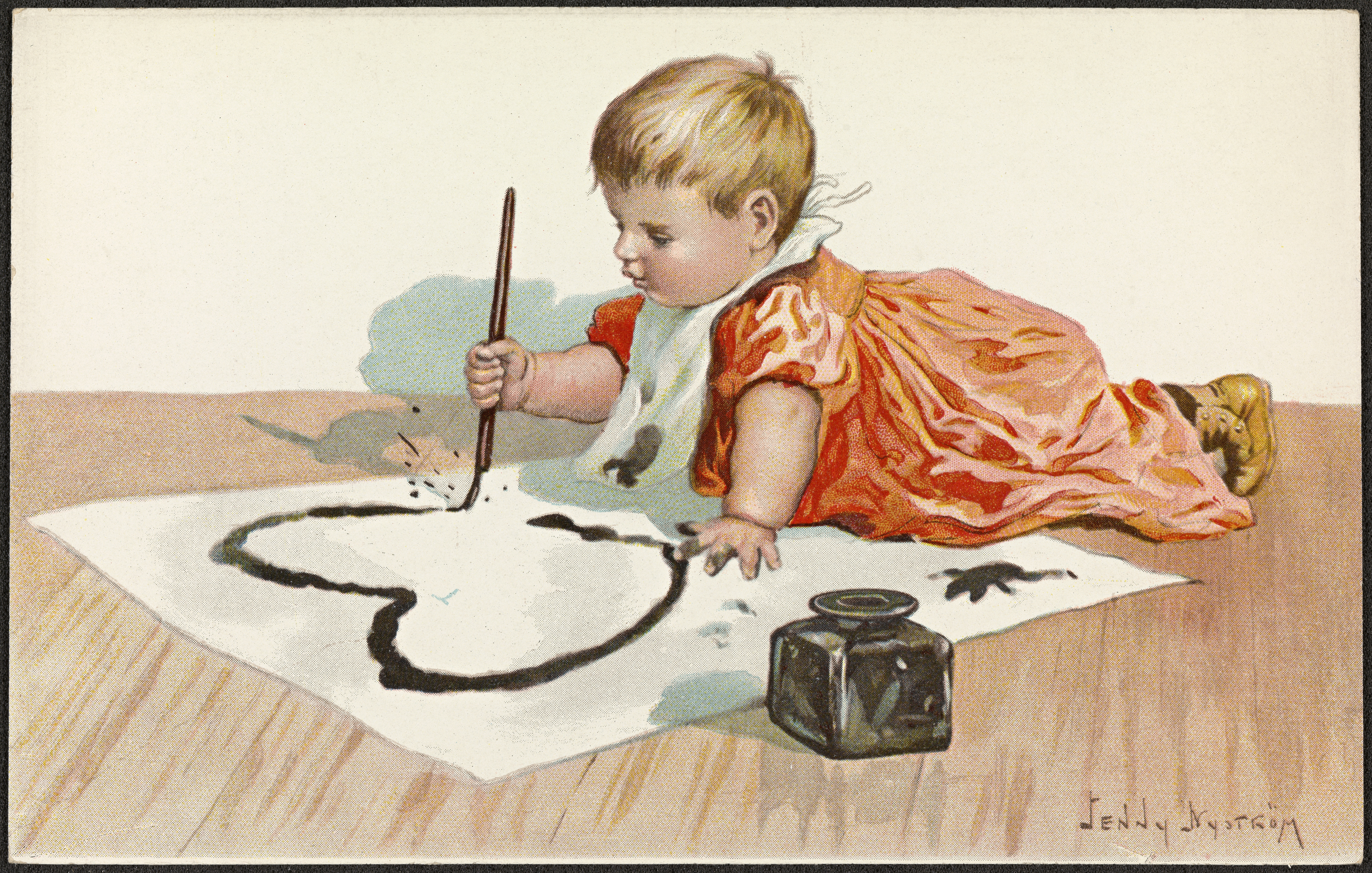
Child
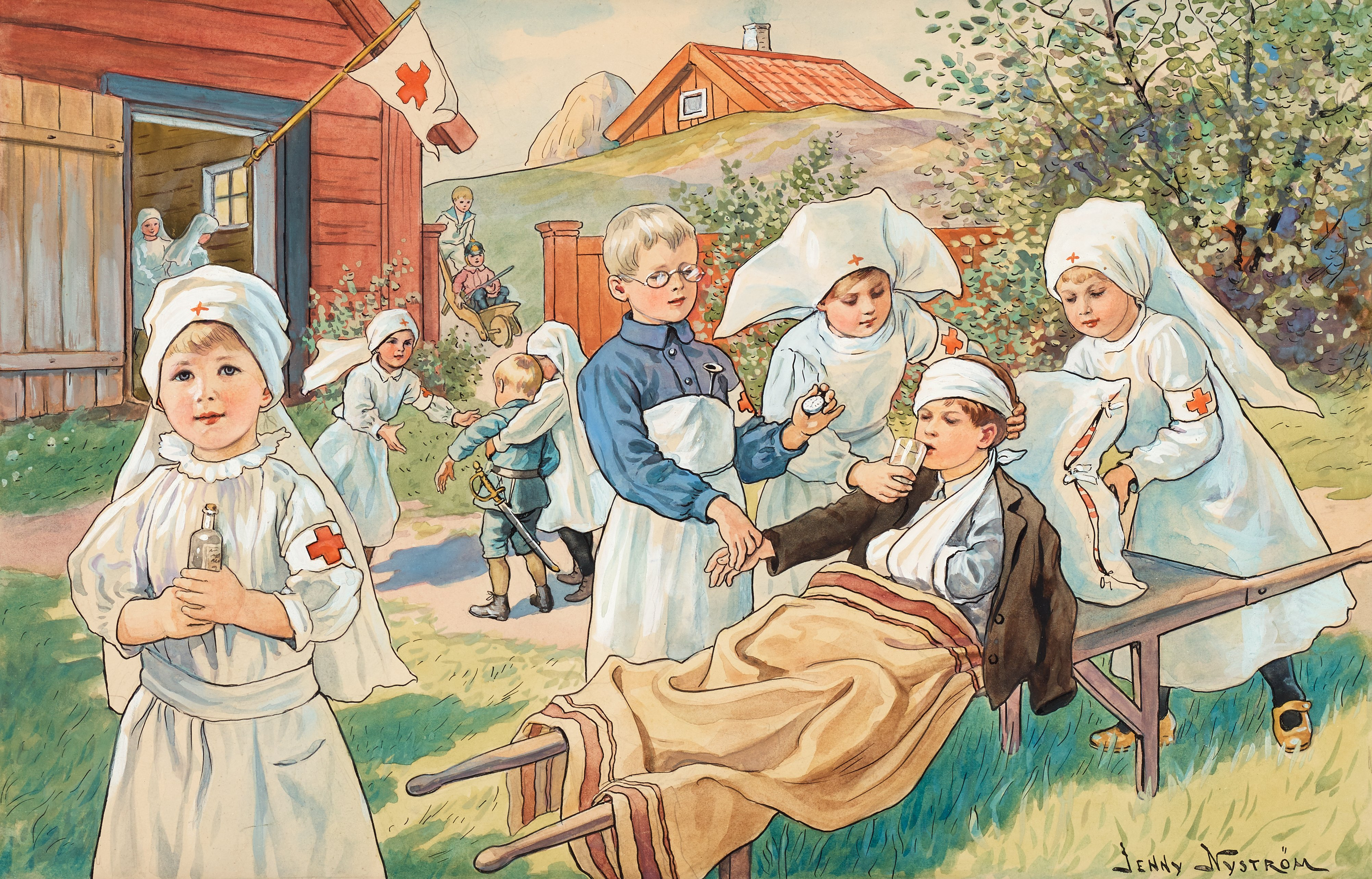
Röda korset (1917)
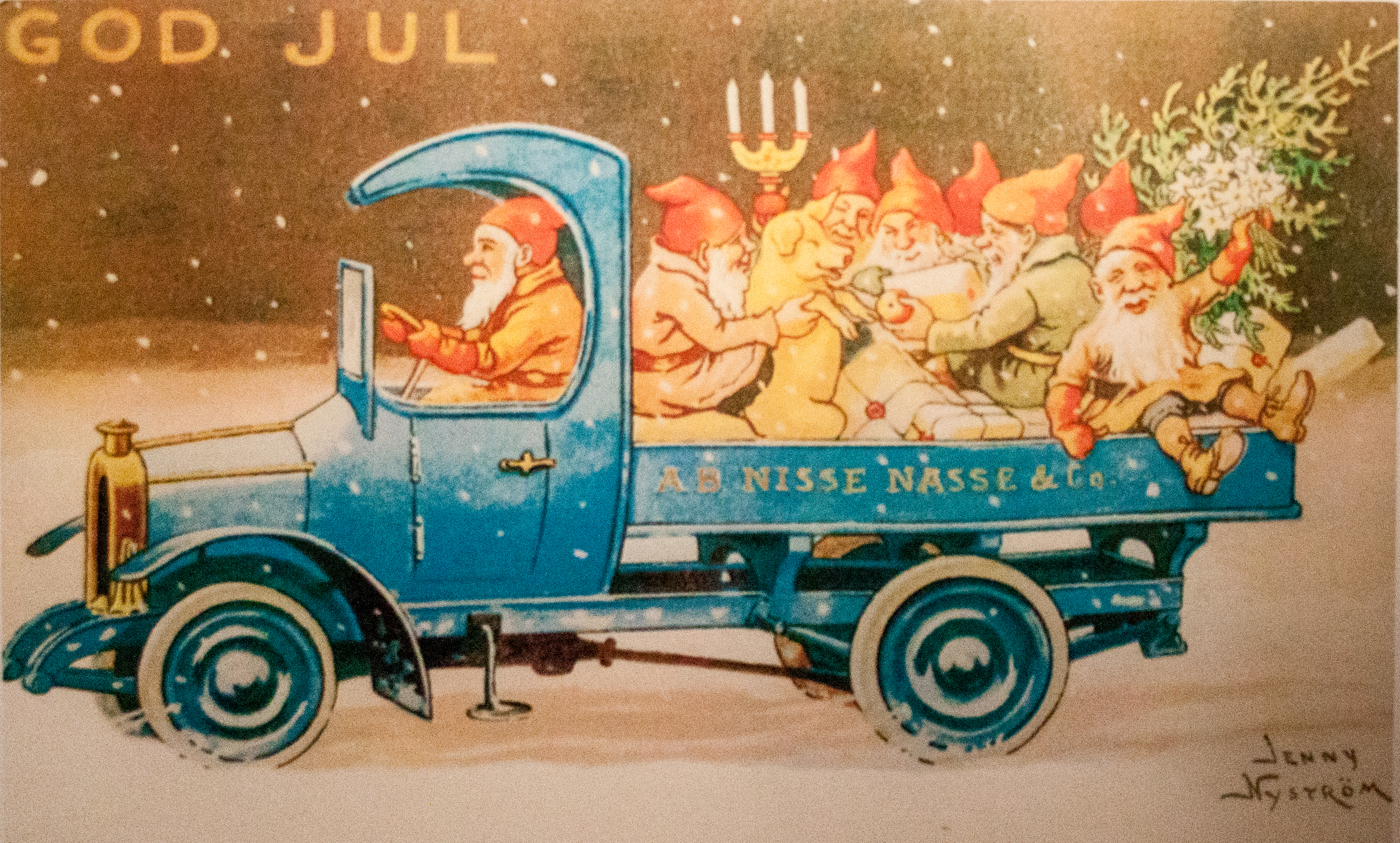
Christmas postcard
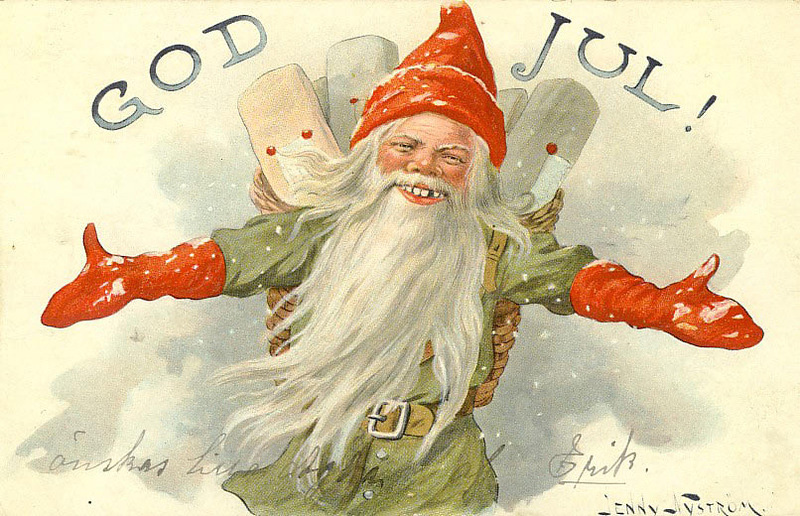
God-Jul
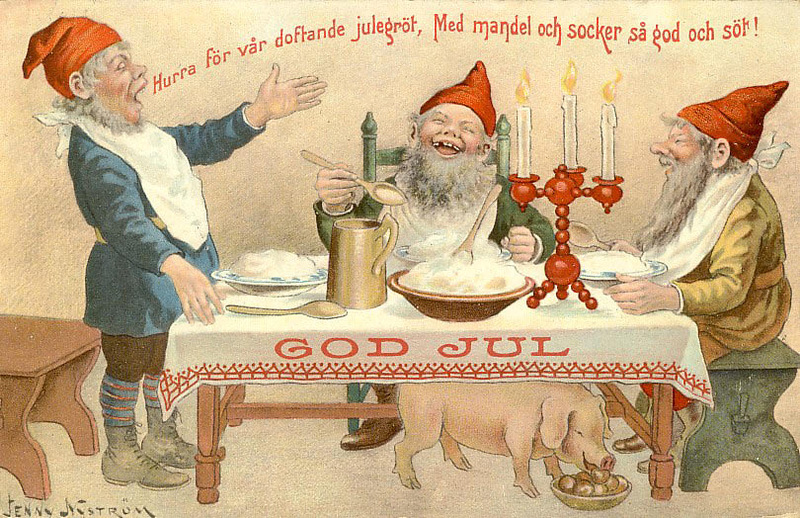
God-Jul
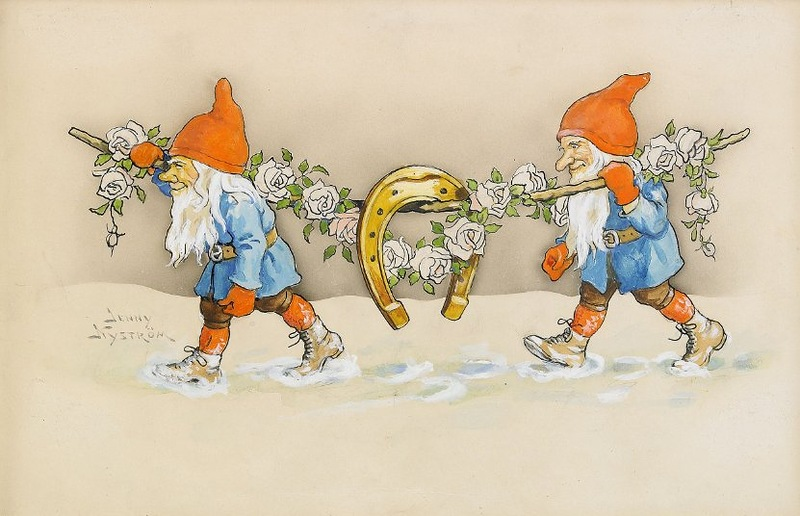
God-Jul
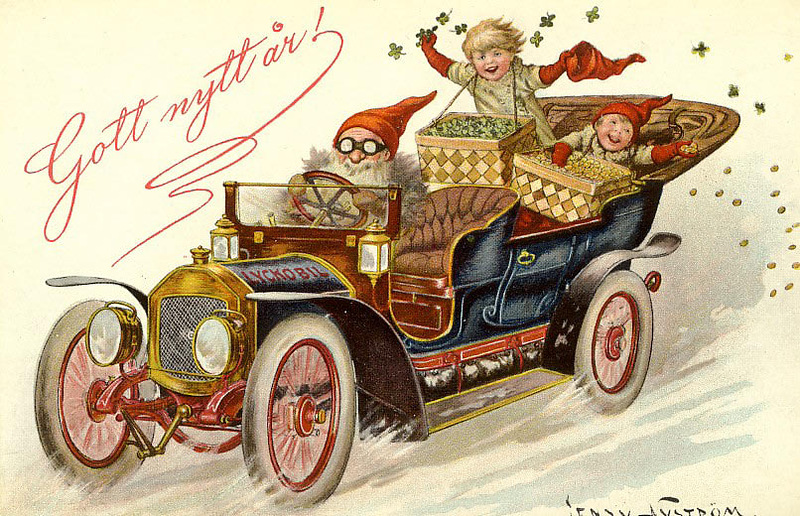
God-Jul
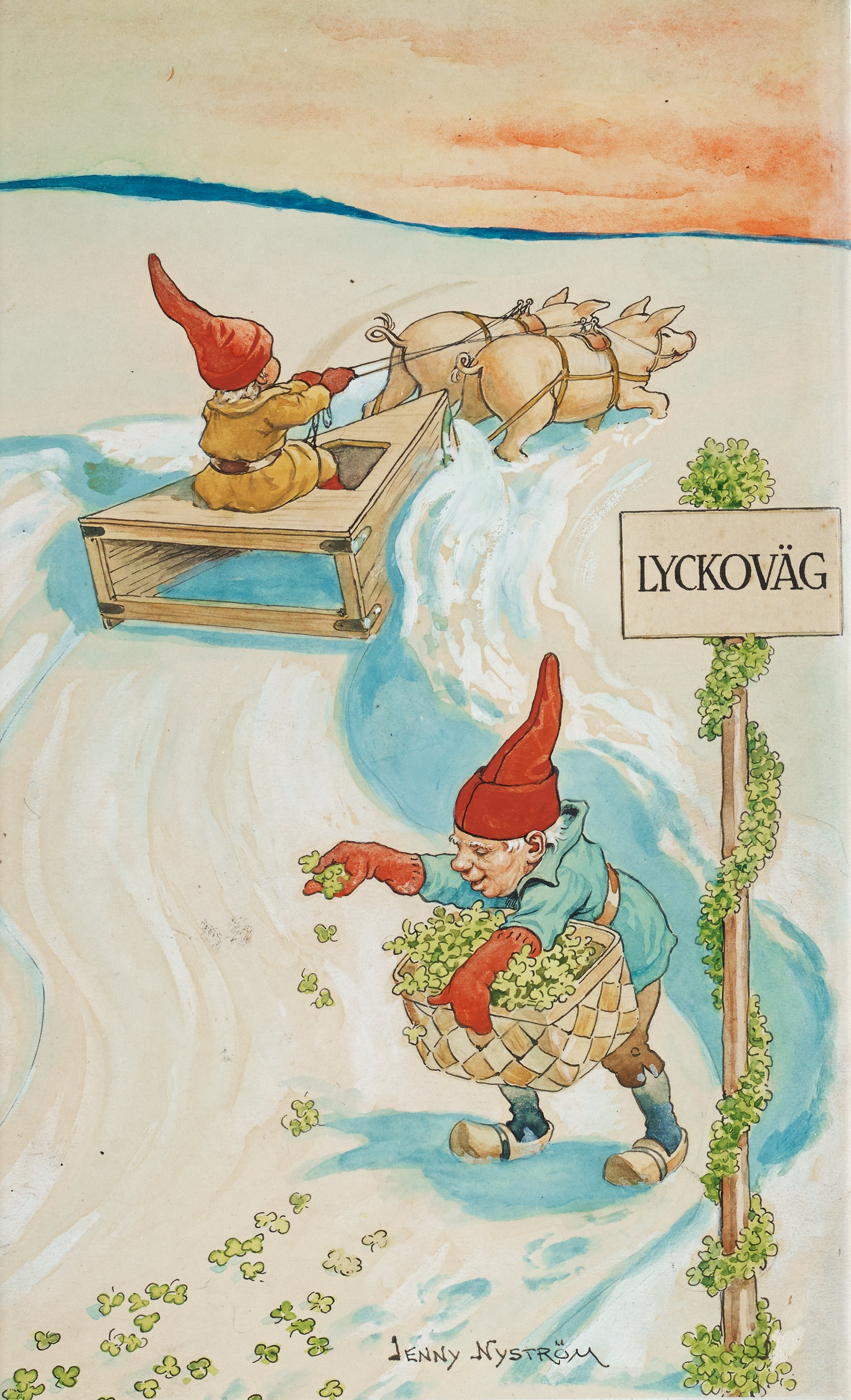
lChristmas card, Lyckoväg
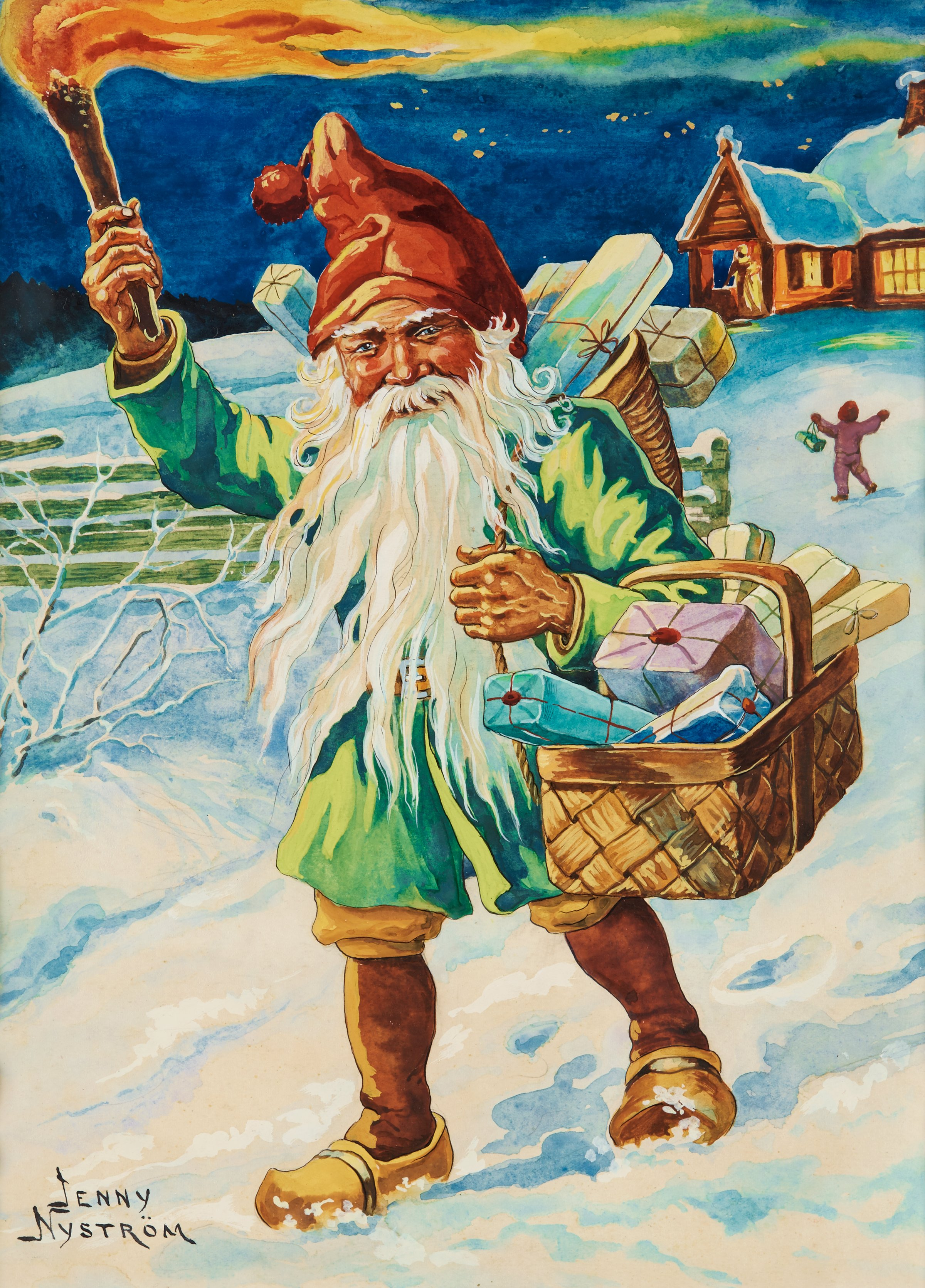
Christmas card
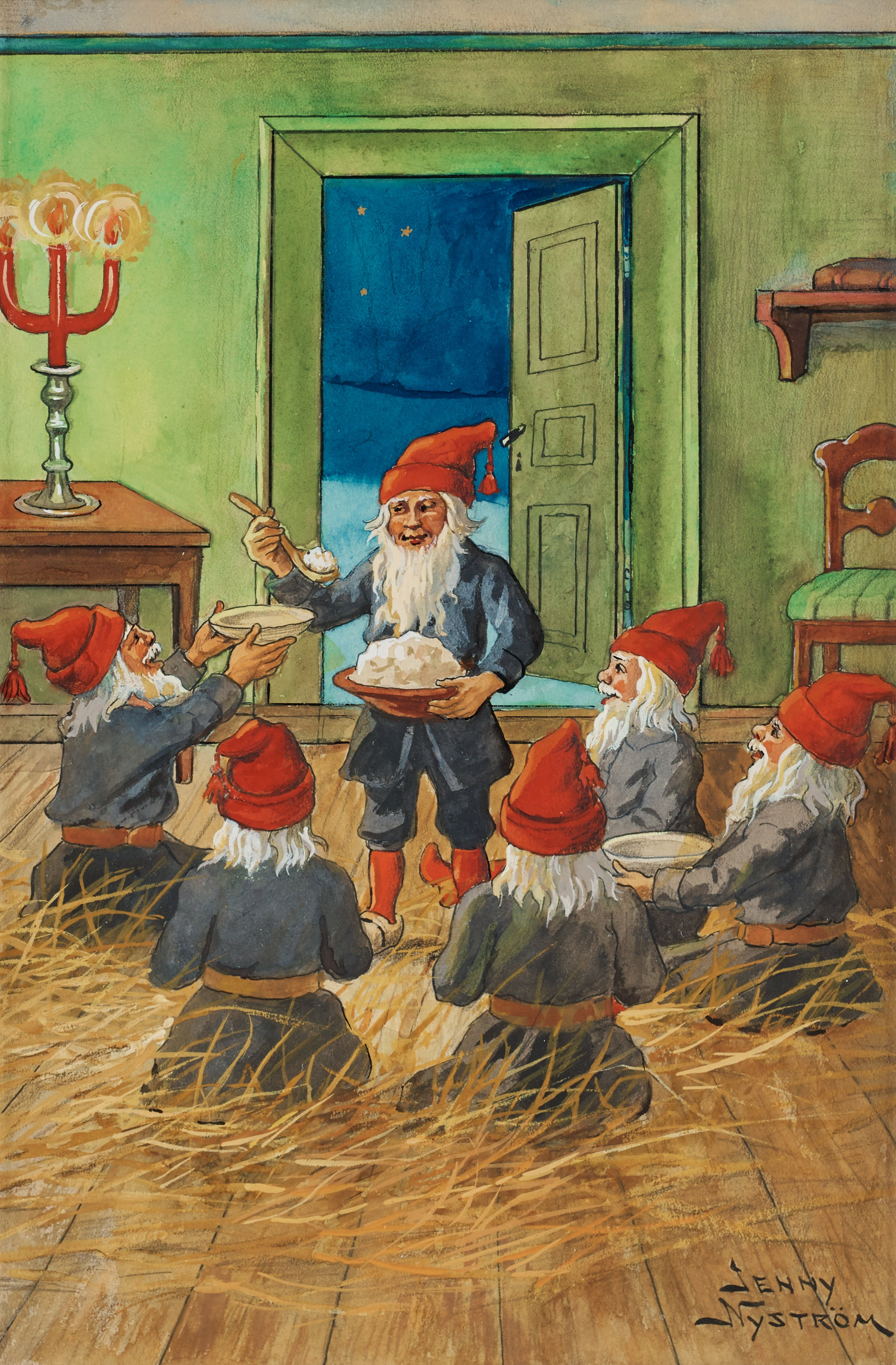
Grötstunden, Christmas card
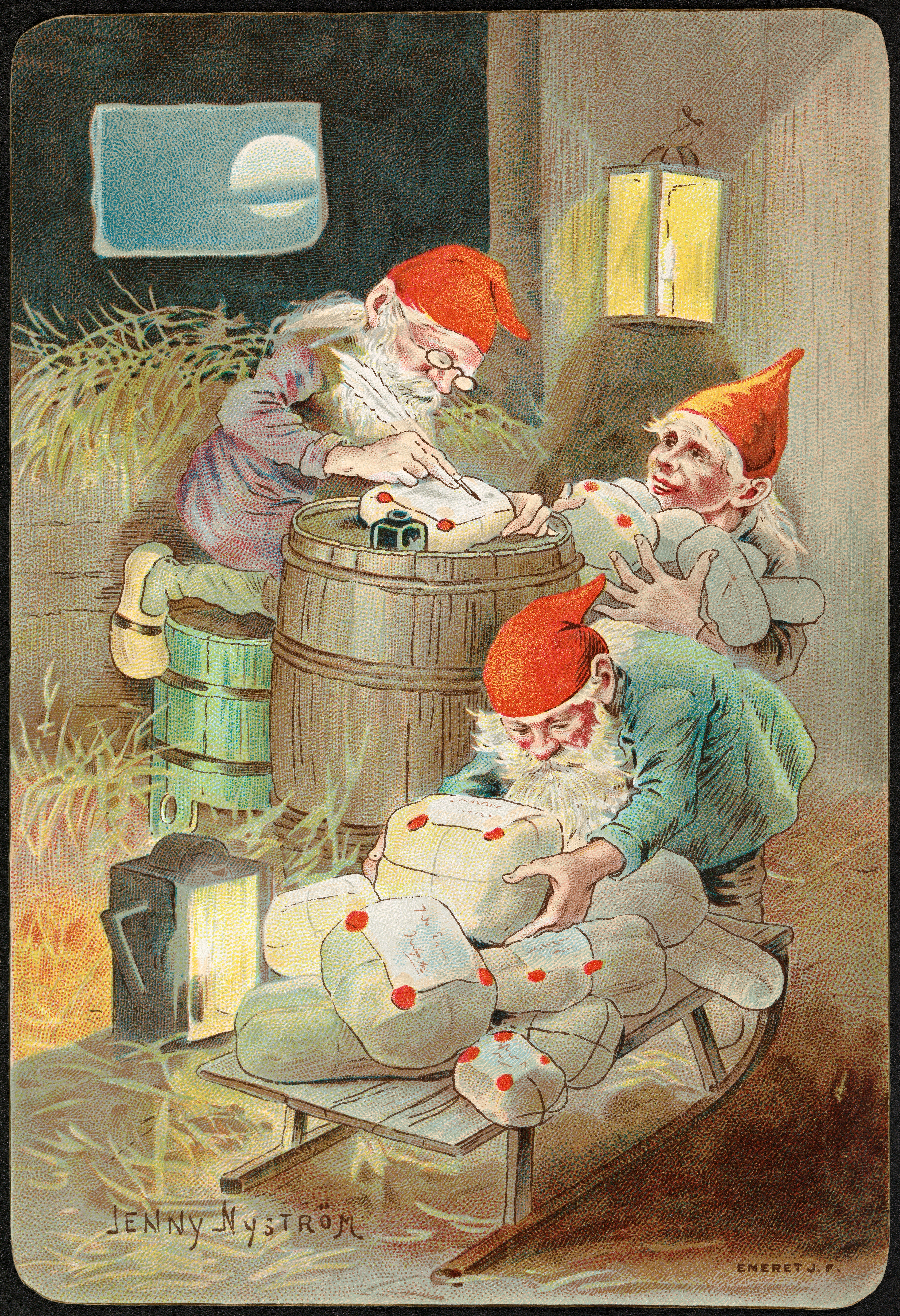
Christmas card showing the jultomte
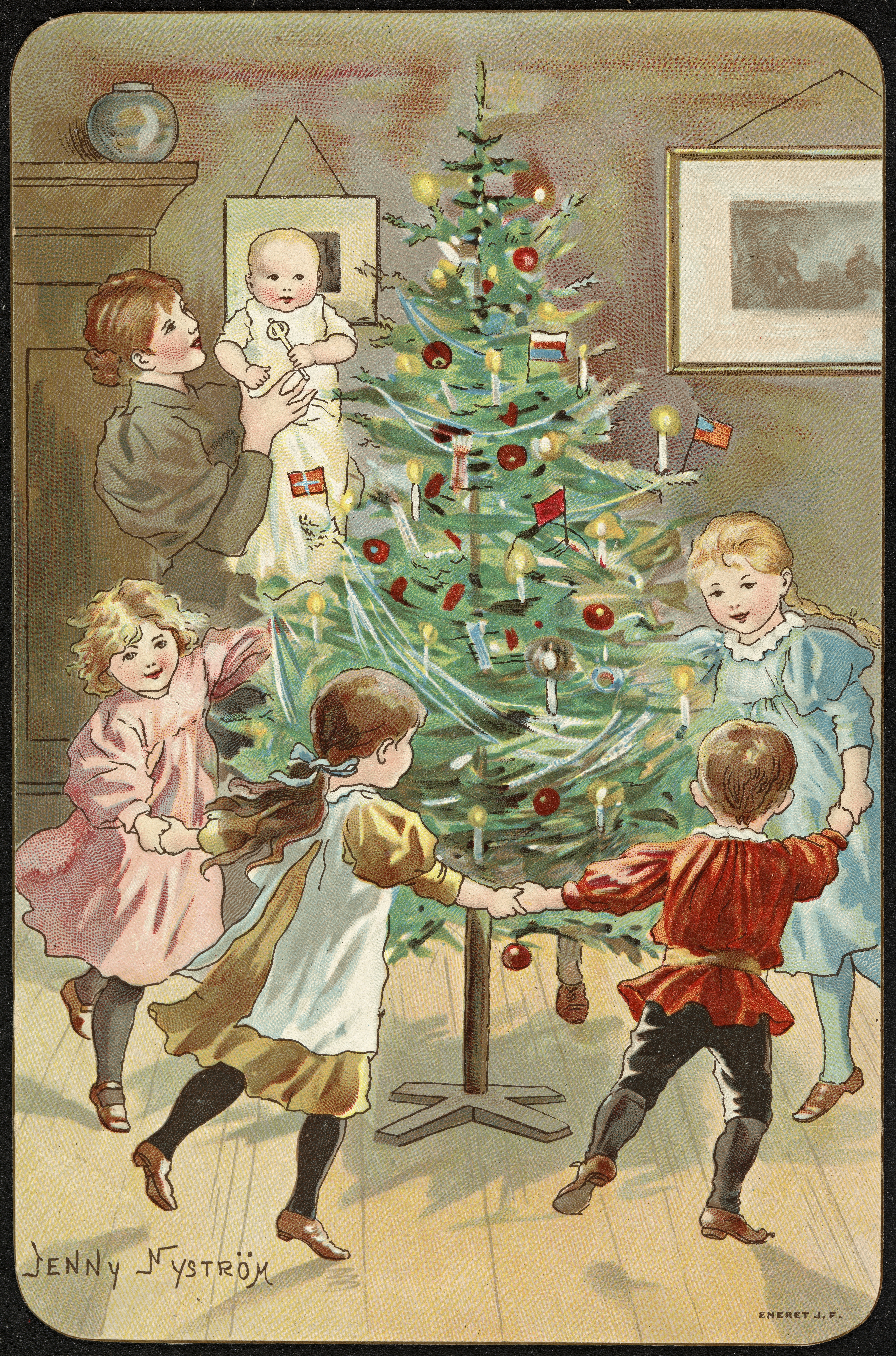
Christmas card
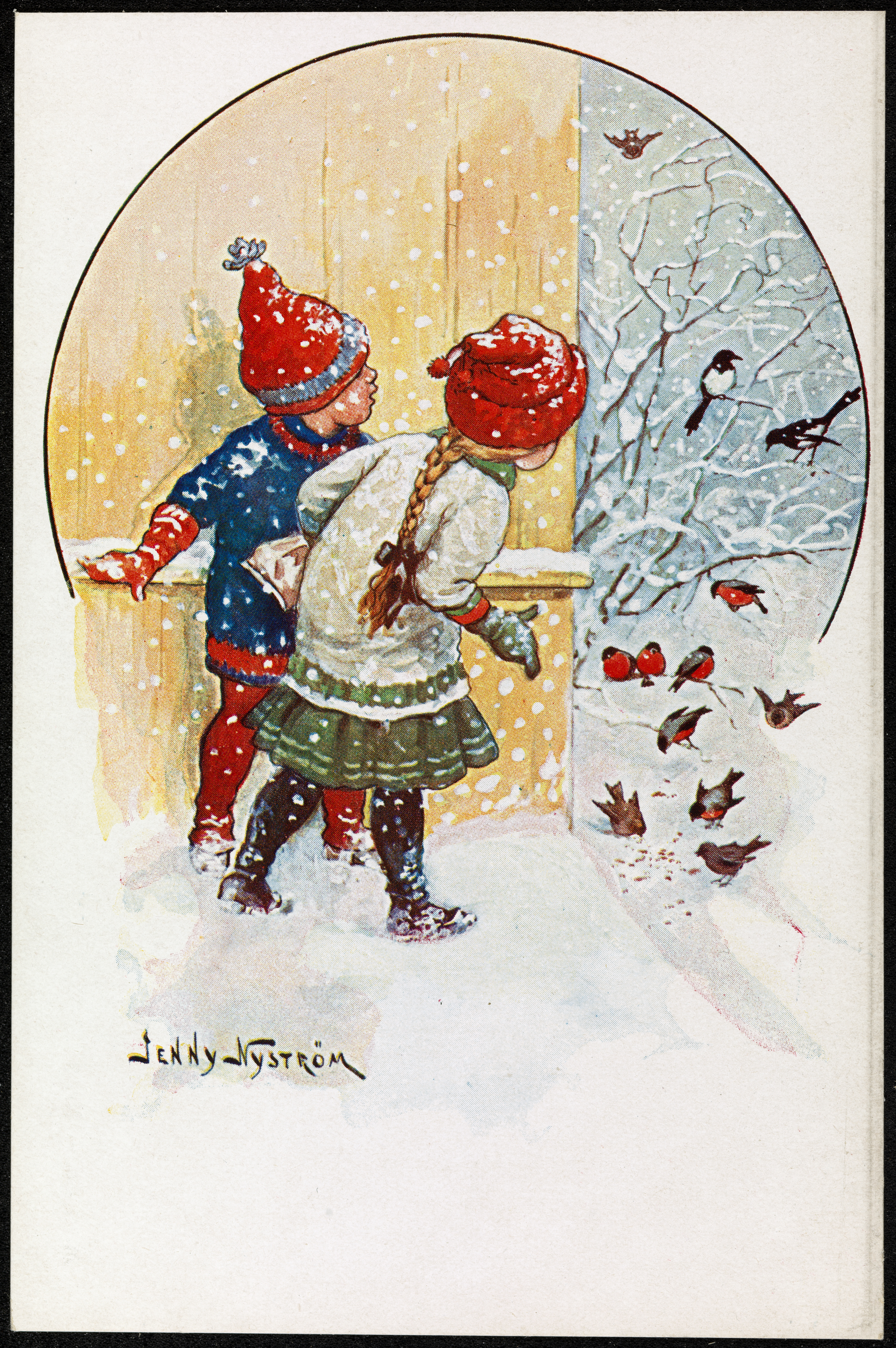
Nº 3, Christmas card
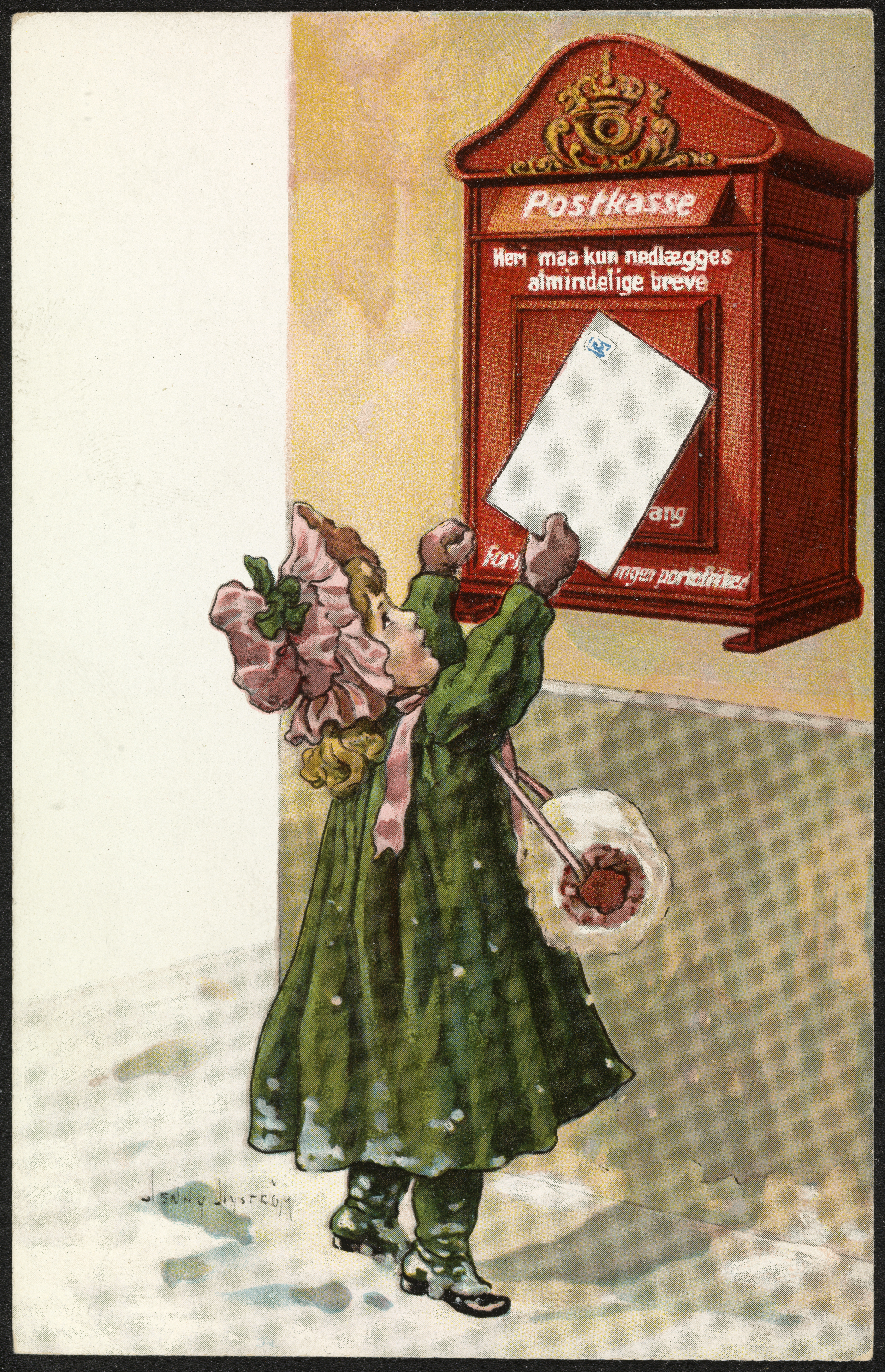
Serie 594, Christmas card
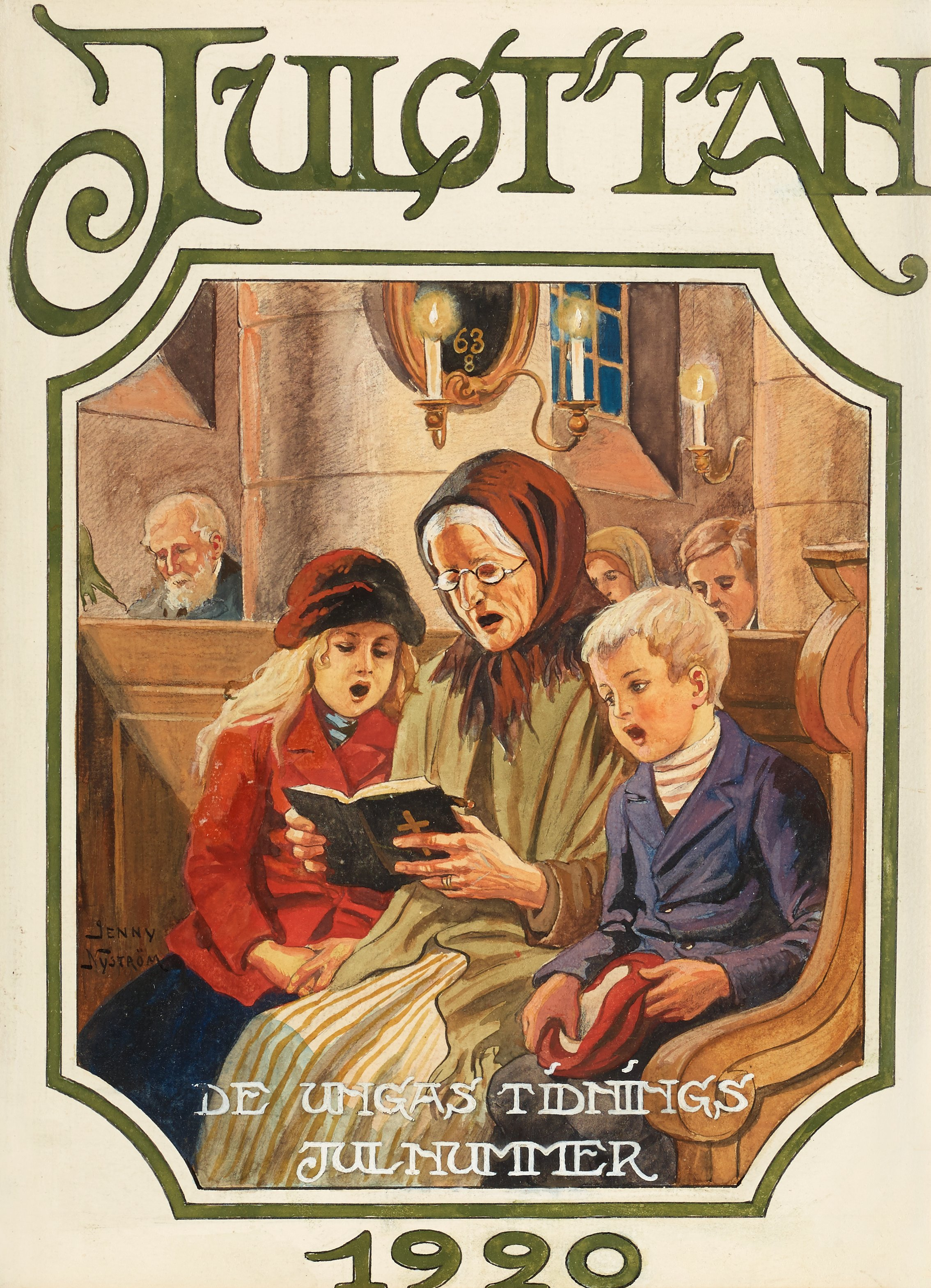
Julottan (1920)
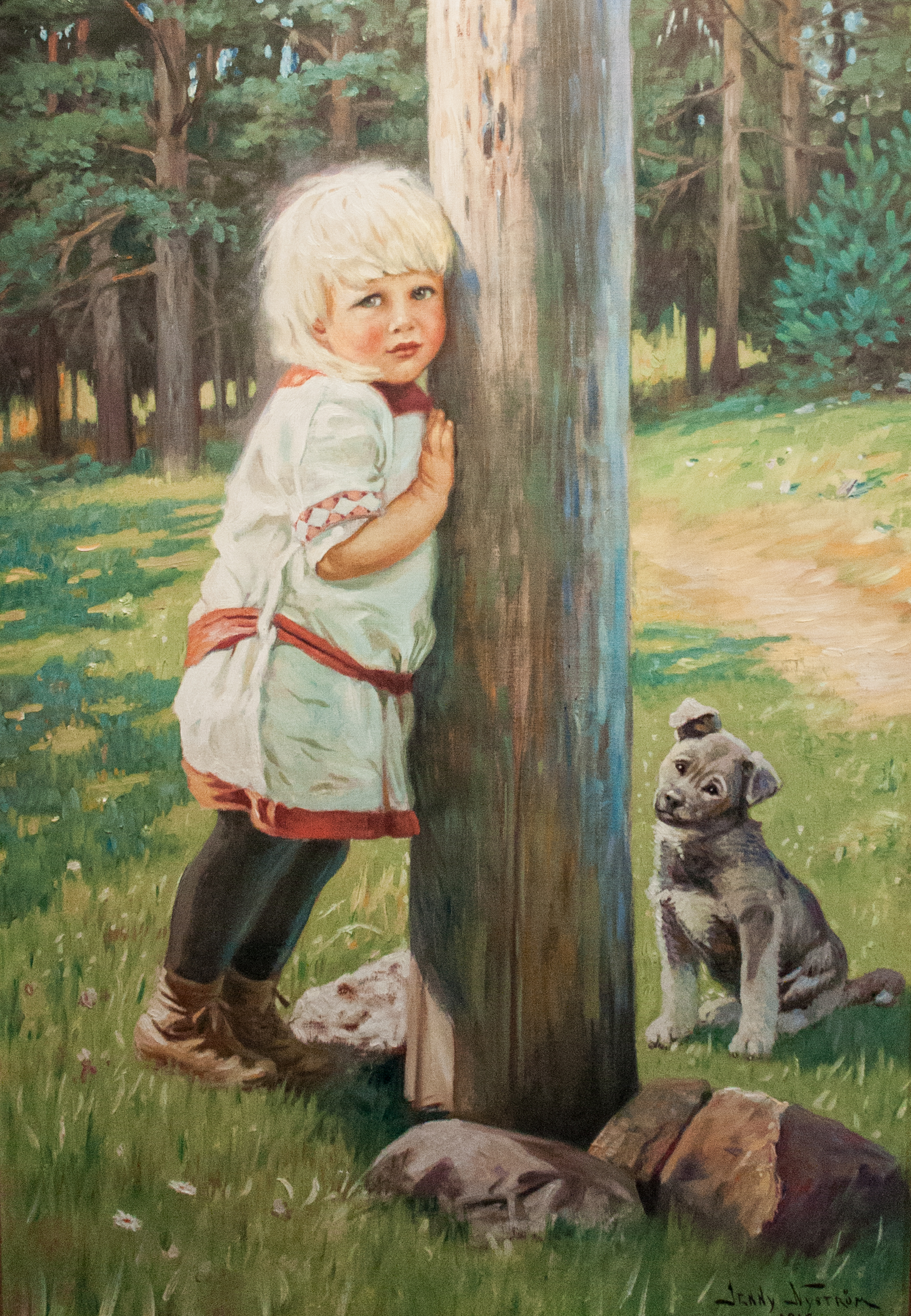
It sings - a boy listening to the music of the wires (1916)
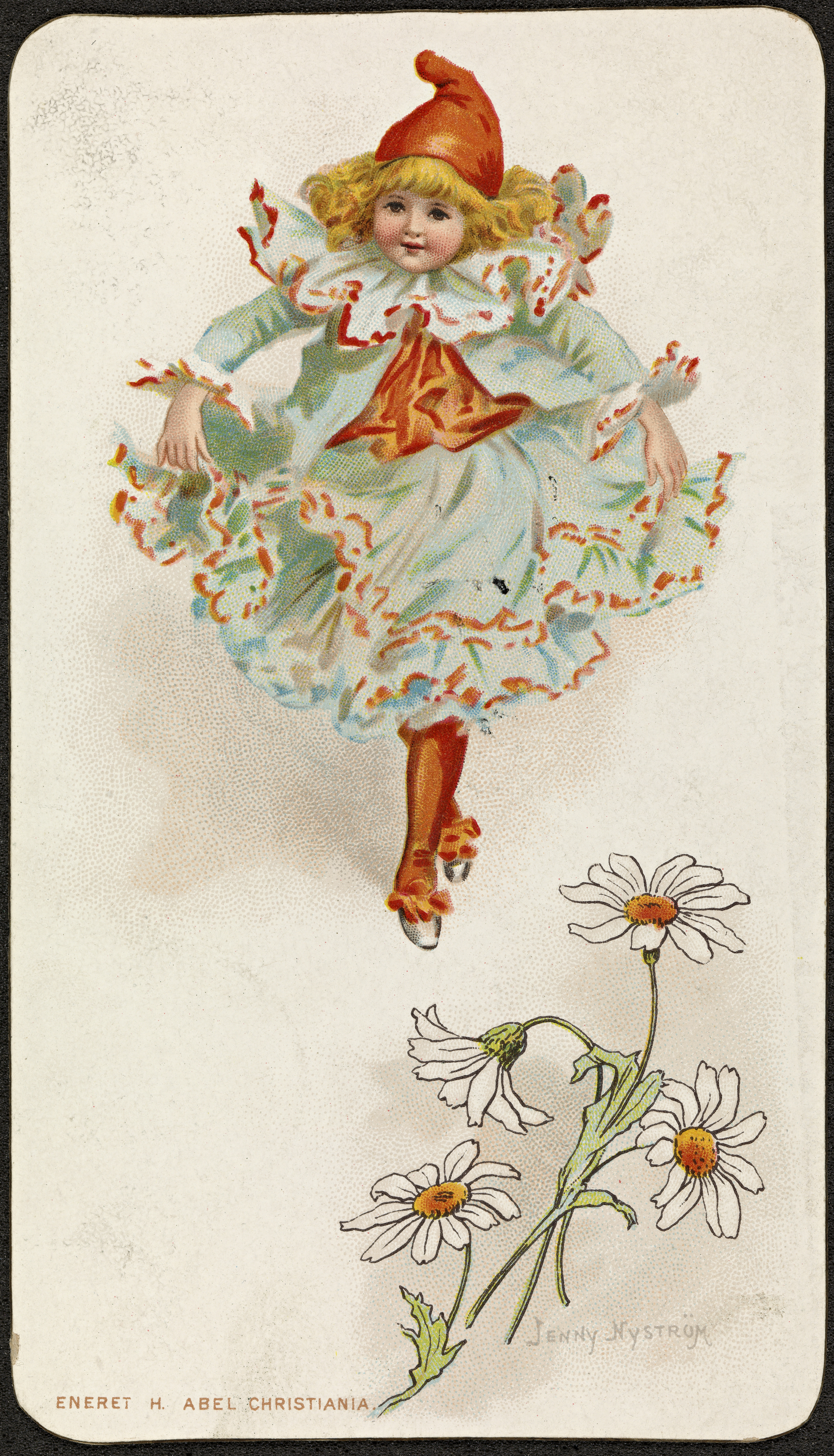
Spring
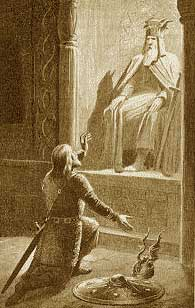
Eric el victorioso  (1895)
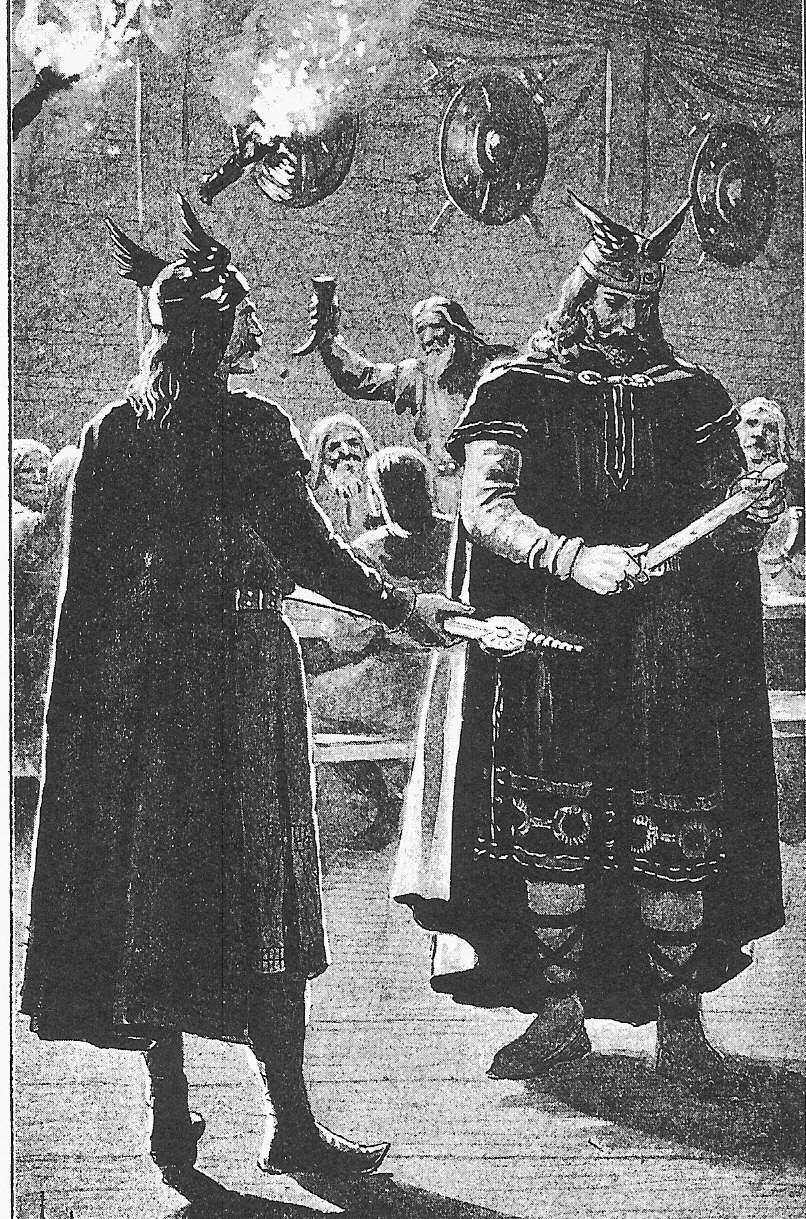
Heoroweard y Hrólfr Kraki (1895)
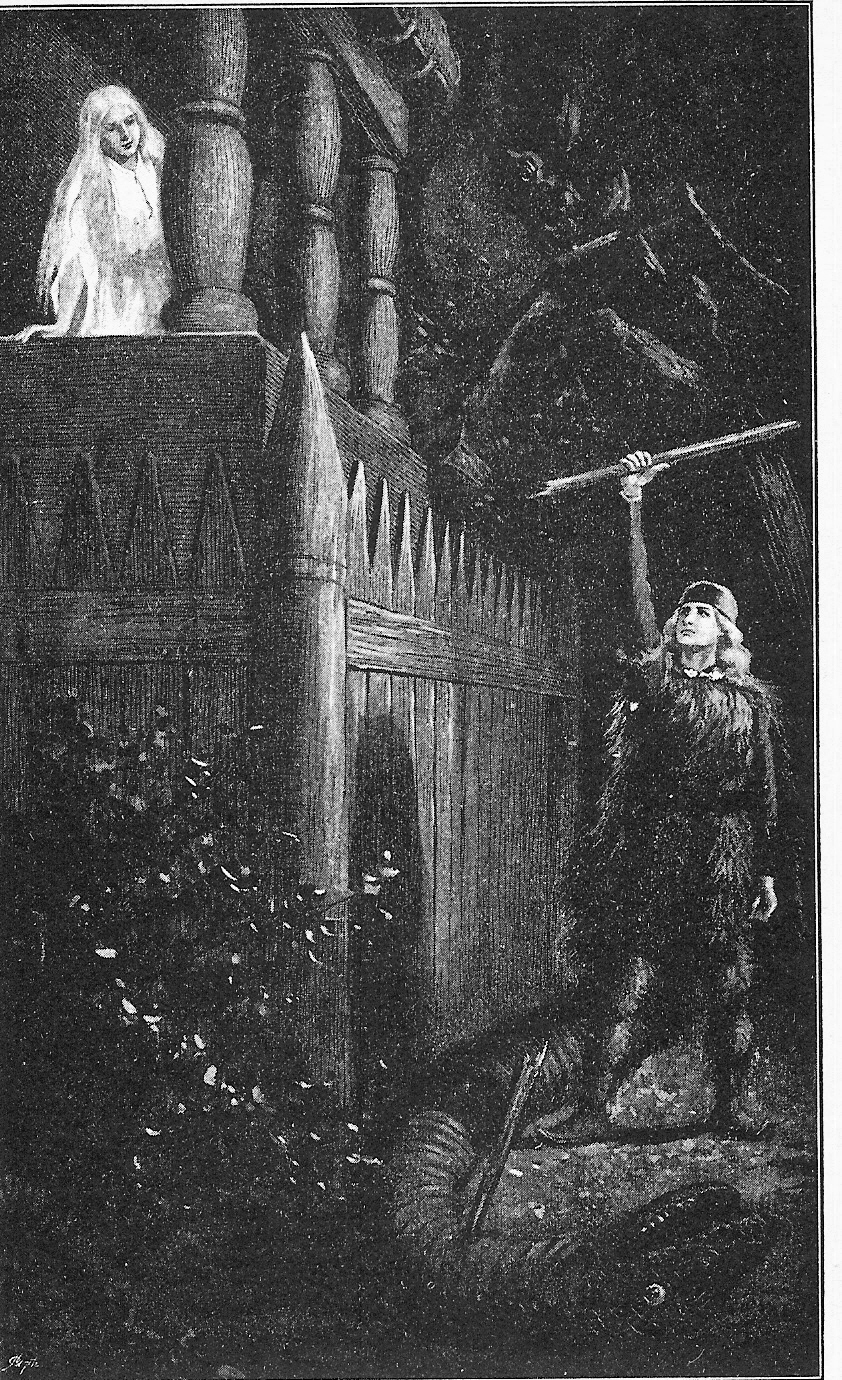
Thora Borgarhjort  (1895)
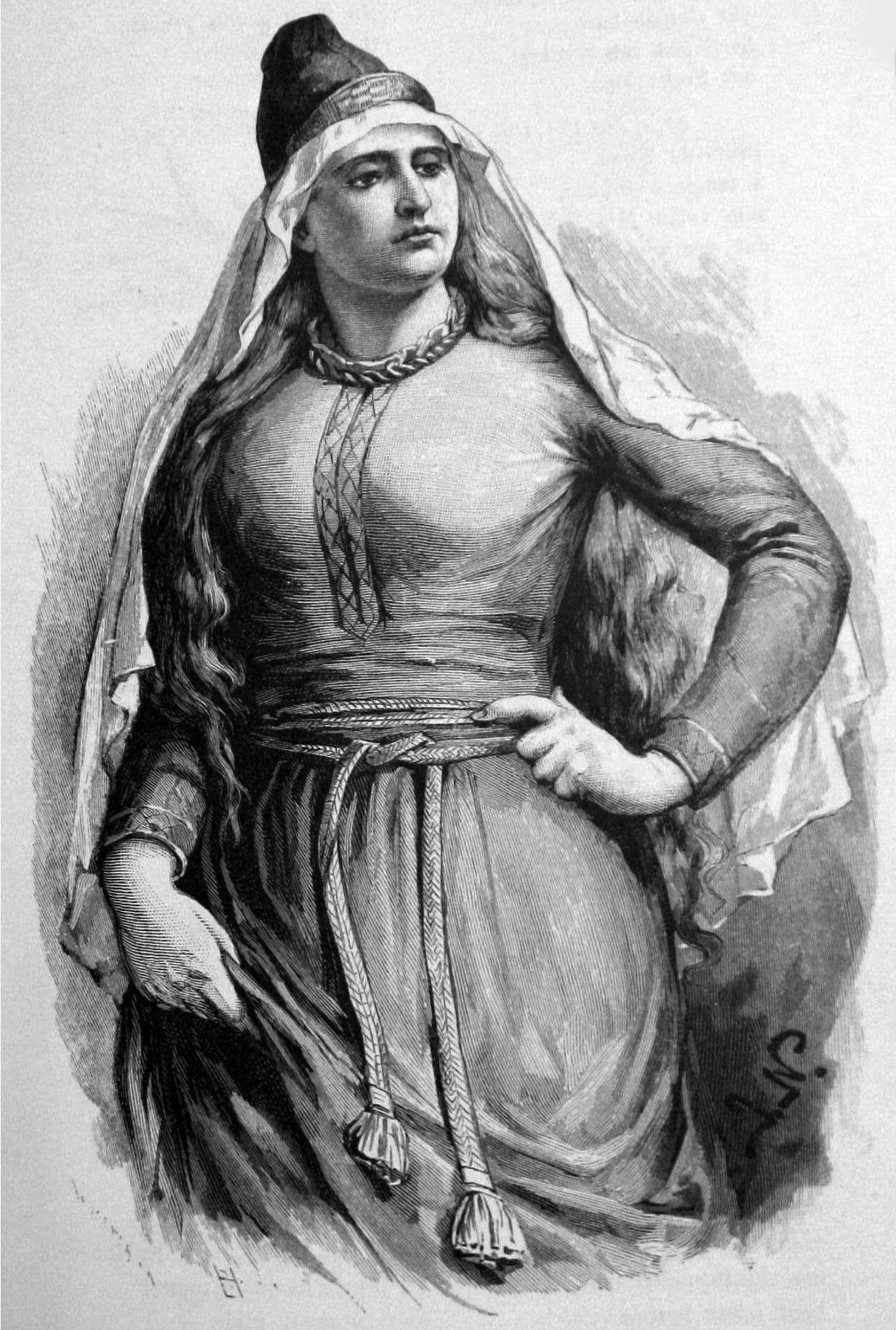
Frigg, esposa de Odin  (1893)
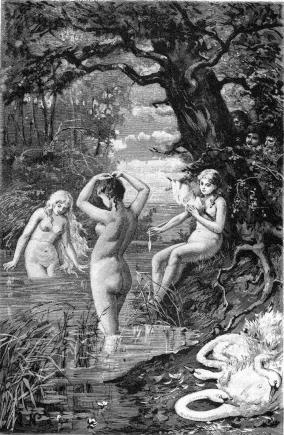
Valquirias con pieles de cisne  (1893)